# Thomas Woschitz

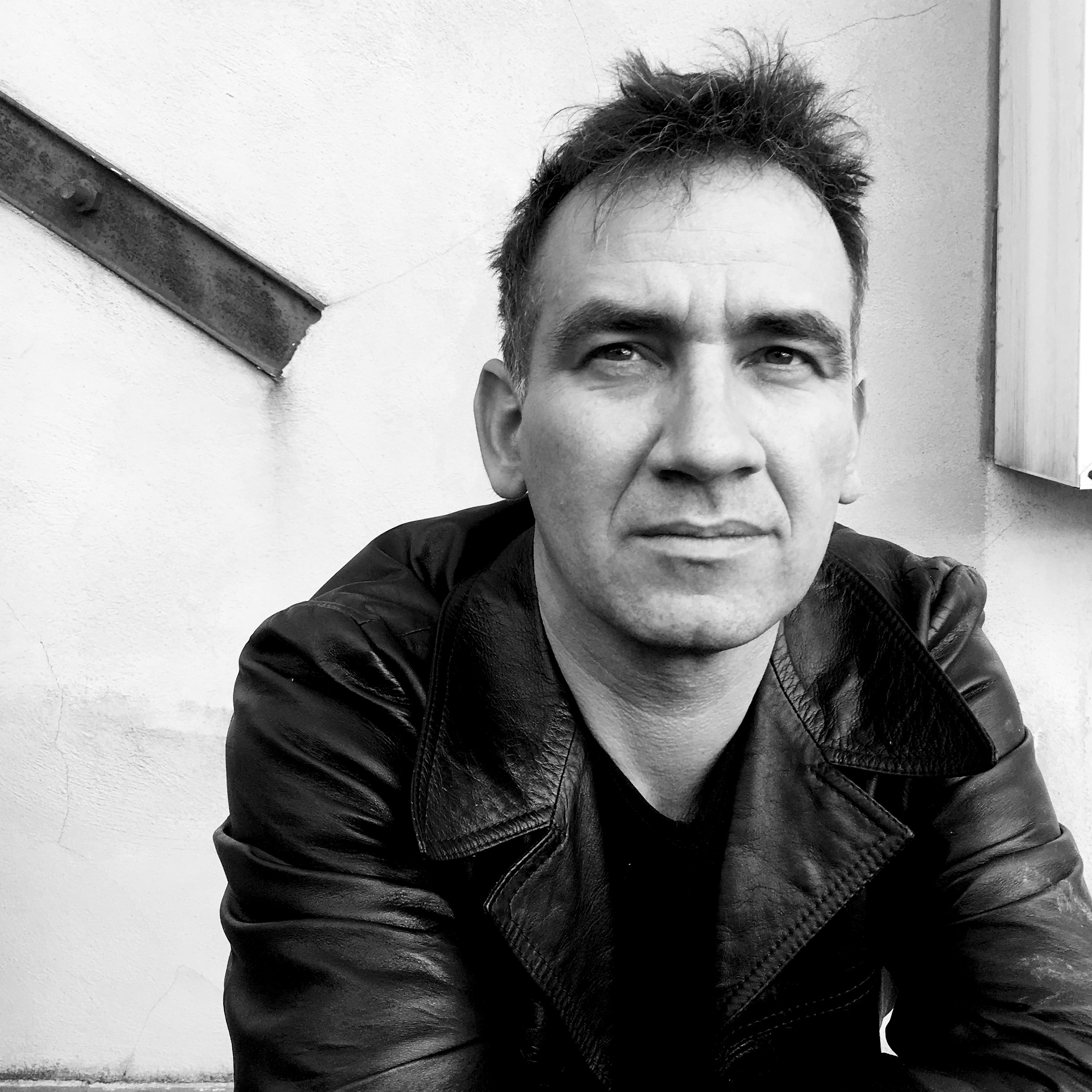
Thomas Woschitz 2017

Thomas Woschitz (* 1968 in Klagenfurt) ist ein österreichischer Filmregisseur, Drehbuchautor und Filmeditor.
Woschitz studierte unter Lina Wertmüller am Centro Sperimentale di Cinematografia in Rom. 2009 wurde er für seinen Musikfilm Universalove mit dem Max-Ophüls-Preis ausgezeichnet.
Für seinen Spielfilm Bad Luck aus 2015 bescheinigte ihm die Filmkritik einen auffällig schwarzen Humor.
Er lebt und arbeitet als freier Editor und Regisseur in Wien und Rom.

## Filme
- 1987: Ein halber Tag
- 1994: Ölfilm
- 1995: Tascheninhalt und Nasenbluten
- 1996: Blindgänger
- 2004: Girls and Cars in a Colored New World
- 2004: Die Josef Trilogie
- 2005: Sperrstunde
- 2008: Universalove (mit dem Musiker Herwig Zamernik)[2]
- 2015: Bad Luck
- 2016: Home Is Here (nur Schnitt)[3]
- 2024: The Million Dollar Bet (Regie und Drehbuch)